# Peter III. Tomicki

Piotr Tomicki, von Stanisław Samostrzelnik

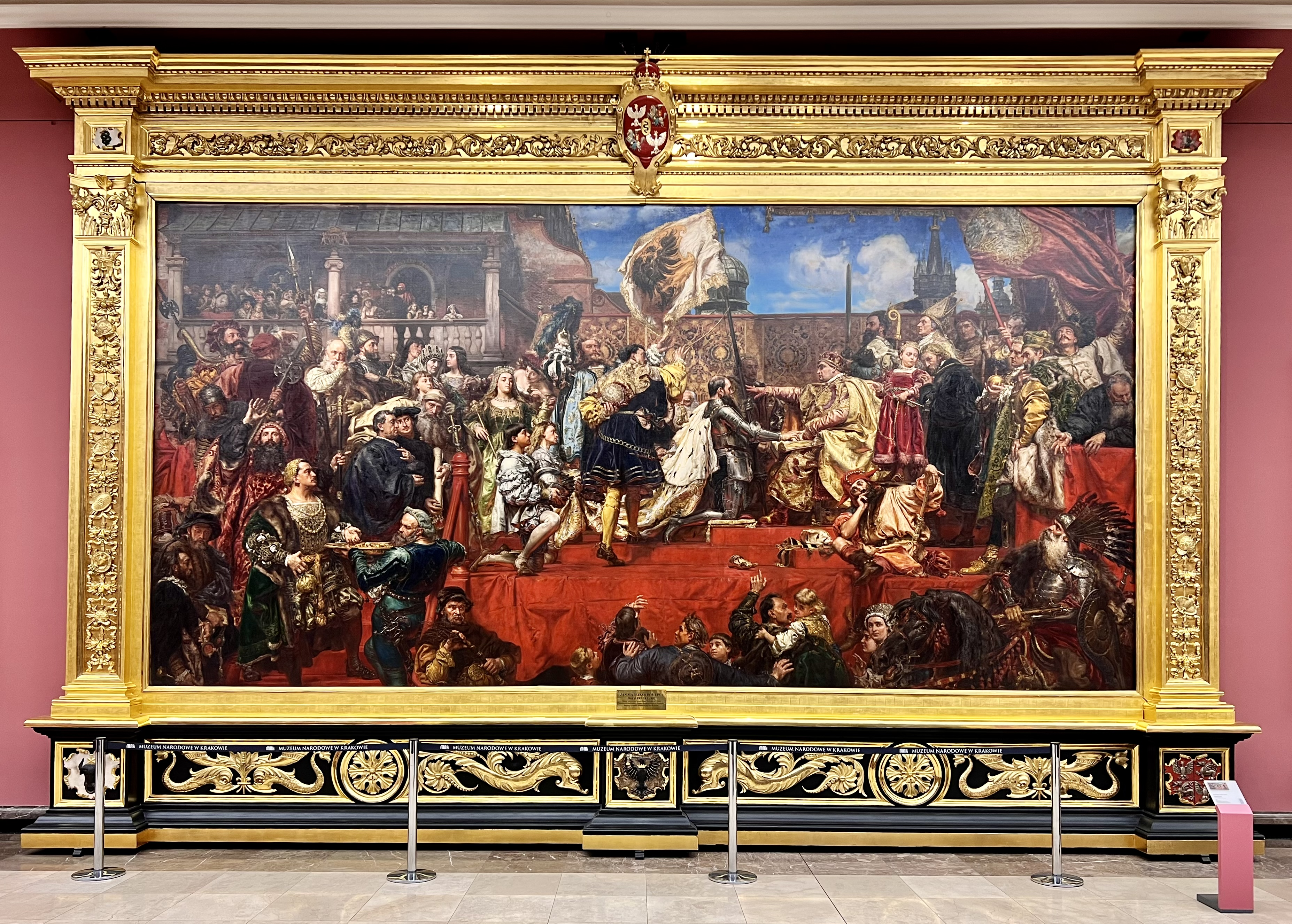
„Preußische Huldigung“ 1525, Gemälde von Jan Matejko 1882, Bischof Tomicki rechts vom König Sigismund

Piotr Tomicki (auch Tomicius; * 1464 in Tomice; † 29. Oktober 1535 in Krakau) war als Peter III. der 41. Bischof von Krakau (1524–1535), Bischof von Przemyśl (1514–1520) und von Posen (1520–1526), Vizekanzler von Polen und königlicher Sekretär. Er gilt als bedeutendster Schirmherr der Renaissance in Polen.

## Leben und Werk
Piotr Tomicki gehörte zur polnischen Großfamilie Łodzia; der Vater, Mikołaj van Tomice, war ein Chorąży (Fähnrich) aus Poznań. Piotr Tomicki studierte an der Kathedralschule von Gniezno, 1486 an der Universität Leipzig und wieder in Polen an der Jagiellonischen Universität, wo er 1490 seinen Bachelor erhielt und 1494 seinen Magister in Philosophie. Im gleichen Jahr reiste er nach Bologna, um Jura zu studieren. Dort erwarb er den Doktorgrad im Jahr 1500.
Kardinal Friedrich Jagiello nahm Piotr Tomicki 1501 in den Dienst als Kanzler und ernannte ihn bald darauf zum Erzdiakon von Krakau. Zwischen 1503 und 1506 diente Piotr Tomicki dem Bischof Jan Lubrański. 1511 wurde er zum Priester geweiht und 1514 zum Bischof von Przemyśl. Im Folgejahr wurde er Vizekanzler von Polen und war zusammen mit Kanzler Krzysztof Szydłowiecki beteiligt an der Verständigung mit Habsburg und Ungarn auf dem Wiener Fürstentag 1515. Im Jahr 1524 wurde er Bischof von Krakau und nahm 1526 Abstand vom Bischofsamt in Posen, das er seit 1520 innehatte. Dazu hatte ihm König Sigismund II. verholfen. Trotzdem war es gegen das polnische Recht (Incompatibilitas), das bischöfliche Amt und die Position des Vizekanzlers zugleich innezuhaben. Zwischen dem Hochmeister des Deutschen Ordens Albrecht von Hohenzollern und der polnischen Krone erreichte er im Vertrag von Krakau 1525 einen Ausgleich, indem Albrecht die polnische Lehenshoheit über das säkularisierte Herzogtum Preußen anerkannte. Er förderte den späteren Kardinal Stanislaus Hosius durch verschiedene Ämter und Aufgaben.
Piotr Tomicki hatte Kontakte zu vielen humanistischen Intellektuellen in Europa, darunter Desiderius Erasmus. Er gilt als Schirmherr der Künste, vor allem der Bildhauer, darunter Padovano. An der Universität Krakau sorgte er für die Einführung des Römischen Rechts und den Sprachunterricht in Griechisch und Hebräisch durch den Humanisten Johannes Campensis. Die in seinem Auftrag angelegten Acta Tomiciana sind eine der wichtigsten polnischen Quellensammlungen (18 Bände).
1535 starb er und wurde in einer eigenen, von Bartolomeo Berrecci gestalteten Kapelle in der Wawel-Kathedrale begraben.

## Schriften
- Acta Tomiciana : epistole, legationes, responsa, actiones, res geste Sigismundi I Regis Poloniae, 1. 1507/11 (1852) - Deutsche Digitale Bibliothek. Abgerufen am 9. August 2023.[5]

## Einzelbelege
1. ↑  Jacqueline Glomski: Patronage and Humanist Literature in the Age of the Jagiellons: Court and Career in the Writings of Rudolf Agricola Junior, Valentin Eck, and Leonard Cox. University of Toronto Press, 2007, ISBN 978-0-8020-9300-4 (eingeschränkte Vorschau in der Google-Buchsuche).
2. ↑  Nowakowska 2016, S. 166
3. 1 2  Segel 1989, S. 13
4. ↑  Schulz 1998, S. 168
5. ↑  Górski Stanisław (ca 1497-1572) oprac: Acta Tomiciana; Epistole. Legationes. Responsa. Actiones. Res Geste; Serenissimi Principis Sigismundi, Ejus Nominis Primi, Regis Polonie, Magni Ducis Lithuanie, Russie, Prussie, Masovie Domini.   Quarum Primus Hic Tomus Est. In: Biblioteka Uniwersytecka w Poznaniu. 1852 (poznan.pl [abgerufen am 10. August 2023]).

| Vorgänger            | Amt                          | Nachfolger            |
| -------------------- | ---------------------------- | --------------------- |
| Johann VII. Konarski | Bischof von Krakau 1524–1535 | Johann VIII. Latalski |

| Personendaten    | Personendaten                              |
| ---------------- | ------------------------------------------ |
| NAME             | Tomicki, Peter III.                        |
| ALTERNATIVNAMEN  | Tomicki, Piotr; Tomicius                   |
| KURZBESCHREIBUNG | polnischer Bischof von Krakau und Humanist |
| GEBURTSDATUM     | 1464                                       |
| GEBURTSORT       | Tomici                                     |
| STERBEDATUM      | 29. Oktober 1535                           |
| STERBEORT        | Krakau                                     |